# Arnsdorf (Doberschau-Gaußig)

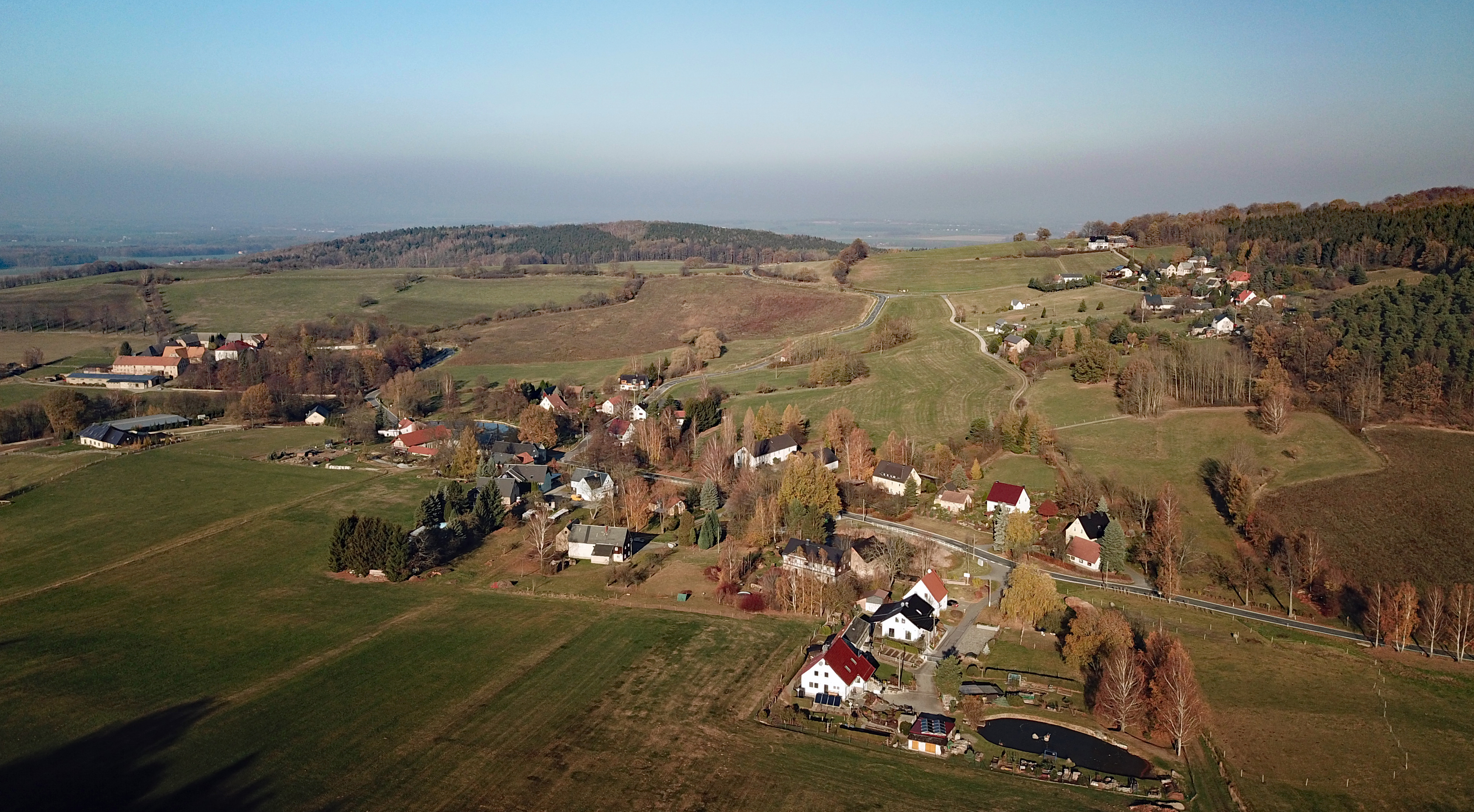
Luftbild

Arnsdorf, obersorbisch Warnoćicyⓘ, ist ein Ortsteil der Gemeinde Doberschau-Gaußig im Landkreis Bautzen in der sächsischen Oberlausitz.

## Geographie

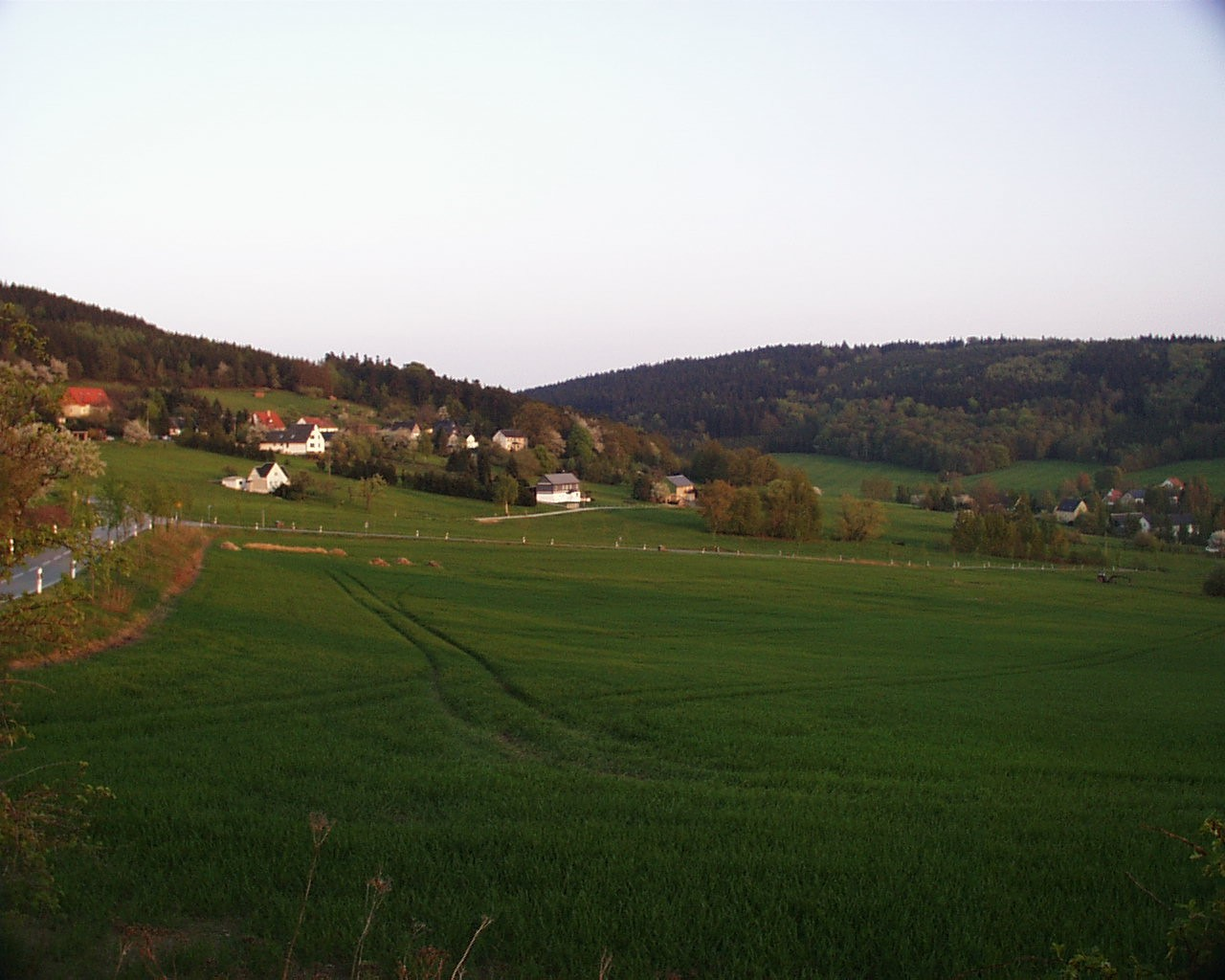
Blick auf Arnsdorf vom Kapellenberg aus.

Arnsdorf ist ein Straßenangerdorf entlang der S 118 zwischen Gaußig und Wilthen. Etwa in Ortsmitte zweigt die K7252 in Richtung Norden ab und überwindet den Mönchswalder Bergrücken an einer Einsattlung zwischen dem Tschelentsy (365,7 m ü. NHN) im Westen und der Teufelskanzel (466,1 m ü. NHN) im Osten auf einer Höhe von 350 m. Die unmittelbaren Nebenberge am Pass sind lokal als Kapellenberg (354 m ü. NHN) und Dubina (von obersorbisch Eichenwäldchen; 377 m ü. NHN) bekannt. Hier queren auch die Rundwanderwege Pumphutsteig und Große Gaußiger Runde.
Nachbarorte sind im Westen Dretschen, im Norden Schwarznaußlitz, im Nordosten Sora und im Osten Irgersdorf.
Eingebettet ist der Ort in die nördlichste Bergkette des Lausitzer Berglands, im Tal zwischen der Hauptkammlinie mit dem Großen Picho (499 m ü. NHN) im Süden und dem Mönchswalder Bergrücken im Norden.
Die Höhenlage der Siedlungen des Ortes liegt zwischen 302,8 m ü. NHN im Tal (Wilthener Straße, Bachbrücke Langes Wasser) und 375 m ü. NHN in Neuarnsdorf (am Schafberg).
Ortstypisch sind drei Teiche im Ortszentrum in einer Vernetzung von insgesamt sieben Teichen in der Ortslage, welche vom in der Nähe entspringenden Bächlein Langes Wasser gespeist werden. Erwähnenswert sind zudem das ehemalige Rittergut Arnsdorf, die Sägemühle Arnsdorf und einige erhaltene bzw. restaurierte Umgebindehäuser. Weiterhin gibt es ein Kriegerdenkmal, für die aus dem Ort stammenden Kriegsgefallenen des Ersten Weltkrieges.

## Geschichte

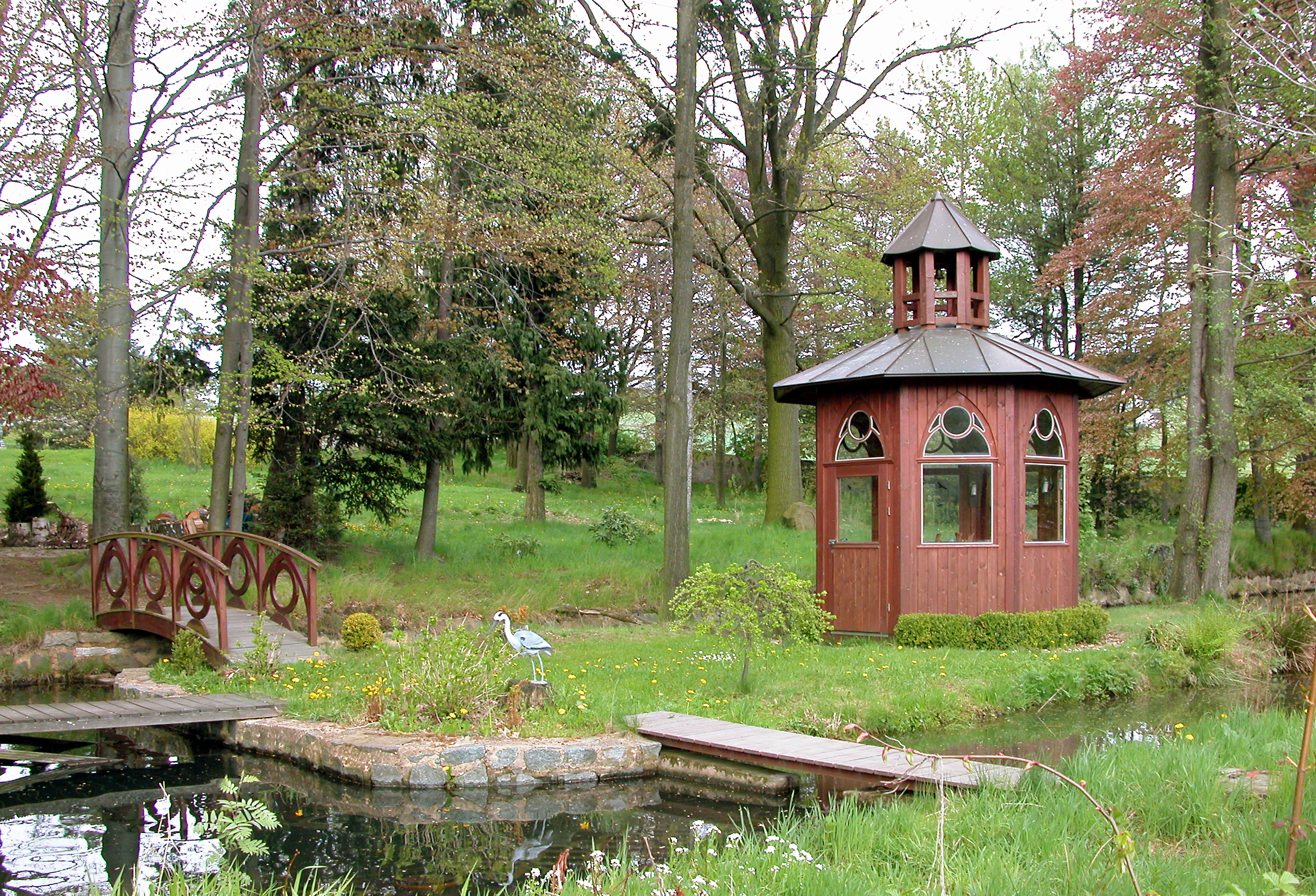
Arnsdorf, ehem. Rittergutspark

Das Gut Arnsdorf wird zum ersten Mal 1363 als „Arnoldisdorf“ als so genanntes Kammer- und Küchengut des Bischofs von Meißen schriftlich erfasst.
Das ehemalige Rittergut Arnsdorf mit dessen Gutshaus ist eingerahmt von einem kleinen Park, in welchem früher an beiden Seiten der Freitreppe Sandsteinskulpturen standen. Diese Skulpturen sind leider, noch als sogenanntes „Volkseigentum“ in der Nach-Wende-Zeit „abhanden“ gekommen. Besitzer für das Gut gab es einige, letzter in prä-sozialistischer Zeit war der Kirschauer Textilunternehmer Adolf Friese. Jener Adolf Friese hat maßgeblich beim Bau der (neuen) Schule in Dretschen fördernd gewirkt. Er widmete dies seinen im Ersten Weltkrieg gefallenen Söhnen.
Die (Säge-)Mühle wurde 1701 erstmals als Mahl- und Ölmühle genannt. Bis 1963, noch im Besitz der Familie Schuster, wurde hier noch Mehl gemahlen. Nach der Verstaatlichung wurde im Sägewerk, nun benannt als „Holzverarbeitung Arnsdorf“ als Betriebsteil des Staatlichen Forstwirtschaftbetriebes Löbau weiterhin Sägeholz, Zäune und Gemüsestiegen für den VEB OGS - Obst, Gemüse und Speisekartoffeln hergestellt. Auch heutzutage werden im Sägewerk verschiedene Produkte aus Holz hergestellt. Die Sägegatter hier sind sicher als Oldtimer ihrer Art anzusehen die, zwar modernisiert, noch ihren Dienst versehen.

## Einwohner

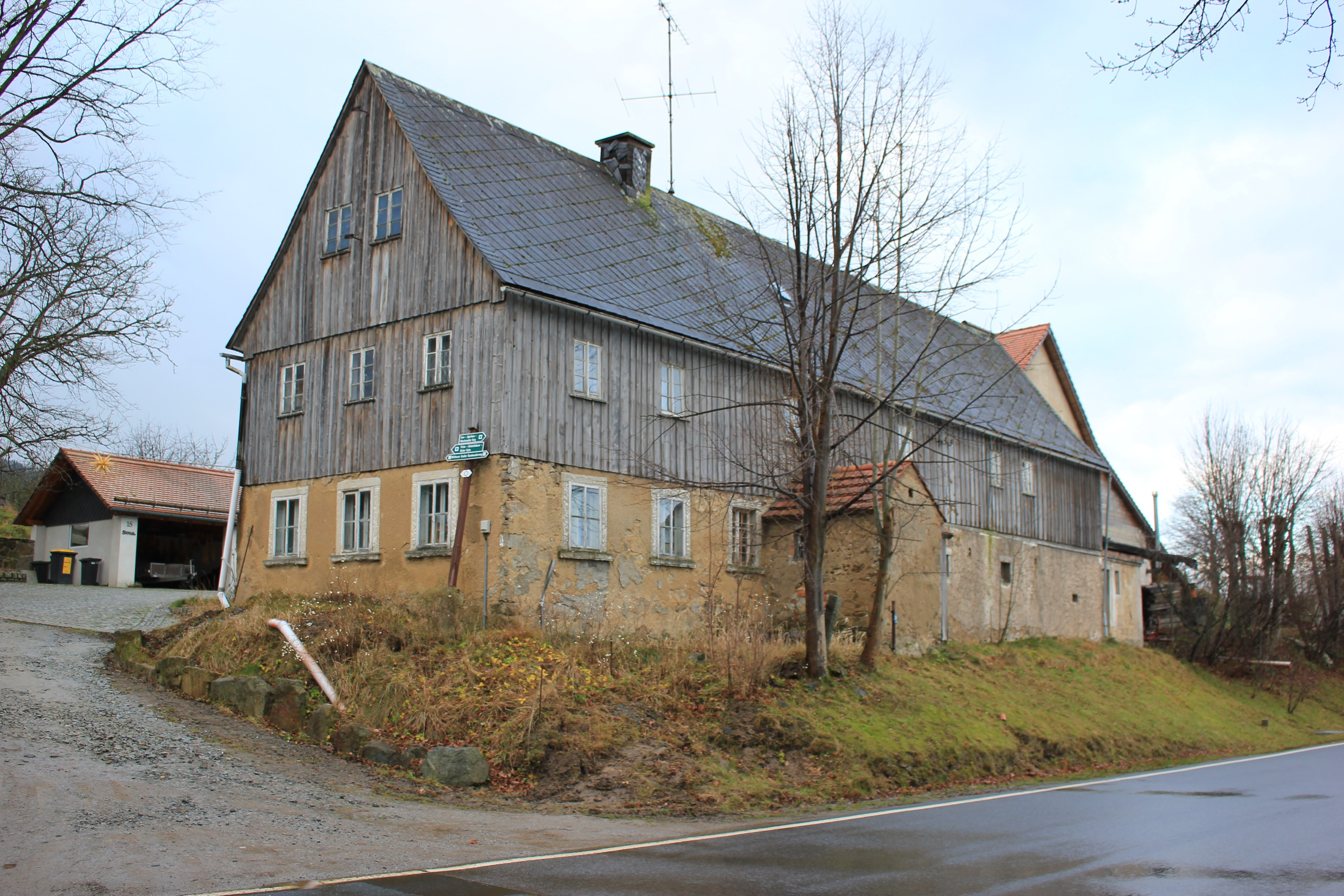
Wohnhaus an der Wilthener Straße 18 in der Dorfmitte (Kulturdenkmal)

Arnsdorf hatte im Jahr 2011 150 Einwohner. Abgesehen von einigen Riten (z. B. Ostereiermalen oder Hexenbrennen) sind im Ort keine sorbischen Traditionen mehr lebendig. Auch die zum 25. Januar gefeierte Vogelhochzeit ist mit der Schließung des Kindergarten Anfang der 1990er Jahre verschwunden.
Für seine Statistik über die sorbische Bevölkerung in der Oberlausitz hatte Arnošt Muka in den achtziger Jahren des 19. Jahrhunderts eine Bevölkerungszahl von 289 ermittelt, darunter 176 Sorben (61 %) und 113 Deutsche. Das Dorf lag damals noch am südlichen Rand des sorbischen Kernsprachgebietes. Ernst Tschernik zählte 1956 in der Gemeinde Dretschen, zu der Arnsdorf mittlerweile gehörte, einen sorbischsprachigen Bevölkerungsanteil von nur noch 16,3 %.
Bis in die 1920er Jahre hinein gab es einzelne Einwohner (z. B. Kißal, Janno), deren Umgangssprache Sorbisch war. Mittlerweile ist die sorbische Sprache im Ortsalltag nicht mehr präsent, Arnsdorf gehört jedoch weiterhin zum amtlichen sorbischen Siedlungsgebiet.

## Verwaltungshistorie
(jüngere Vergangenheit)

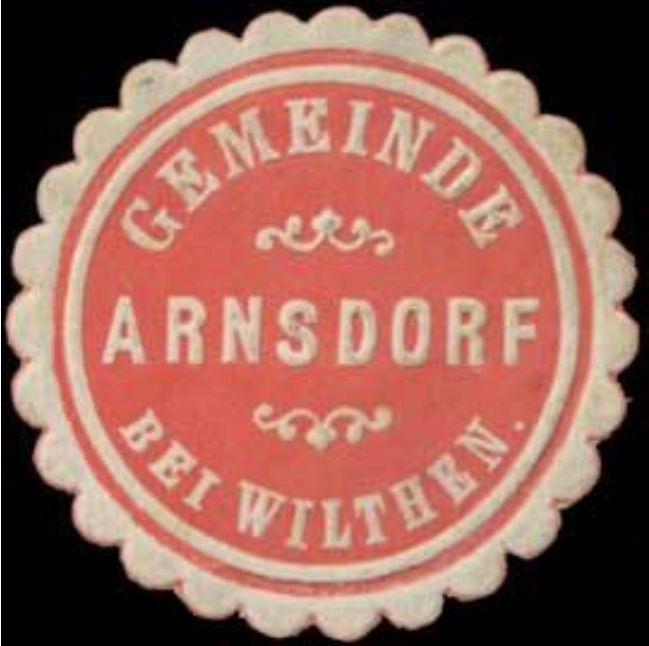
Siegelmarke „Gemeinde Arnsdorf“

- Bis 1936: Eigenständige „Gemeinde Arnsdorf (b. Wilthen)“ – mit eigenem Siegel.
- Von 1936 bis 1974: Zusammen mit Dretschen als „Gemeinde Dretschen“, Sitz der Verwaltung war zuletzt das ehemalige Herrenhaus des Rittergut Arnsdorf.
- Ab 1974: „Gemeinde Gaußig“.
- Ab 1999: „Gemeinde Doberschau-Gaußig“.

## Postleitzahlhistorie
Vor der Einführung eines Postleitzahlsystems stand der Vermerk „Post ü. Neukirch“, was bedeutete, dass die Sendungen über das Postamt Neukirch (Lausitz) verteilt wurden. Mit der Einführung von Postleitzahlen 1943 gilt für Arnsdorf, wie für den gesamten Gau Sachsen die PLZ (10).
Durch die Einführung eines eigenständigen Postleitzahlsystems 1965 in der DDR galt für Arnsdorf nun die Postleitzahl 8601. Nach der Wiedervereinigung wurde diese PLZ wegen der Dopplung im Bundesgebiet mit dem Zusatz für „Ost“ als O-8601 weitergeführt. Seit der Reform der Postleitzahlen von 1993 gilt für Arnsdorf 02633. Eine universelle Postleitzahl 02692 (entspricht der PLZ von Gnachwitz, dem Sitz der Gemeindeverwaltung) für das gesamte Gemeindegebiet ist postalisch nicht korrekt. Die Gemeinde Doberschau-Gaußig ist nach den letzten beiden Gemeindezusammenlegungen mit ihren nunmehr 21 Ortsteilen in 3 Postleitzahlen getrennt. Die Vereinheitlichung wurde zwar von der Deutsche Post AG mit der Auflage an die Gemeindeverwaltung zur Einführung fehlender bzw. „Entdoppelung“ von vorhandenen Straßennamen in den Ortsteilen angestrengt, aber letztendlich aus Kostengründen nie umgesetzt.